# Cantone di Neuillé-Pont-Pierre
Il Cantone di Neuillé-Pont-Pierre era una divisione amministrativa dell'arrondissement di Tours.
A seguito della riforma approvata con decreto del 18 febbraio 2014, che ha avuto attuazione dopo le elezioni dipartimentali del 2015, è stato soppresso.

## Composizione
Comprendeva i comuni di:
- Beaumont-la-Ronce
- Cerelles
- Charentilly
- Neuillé-Pont-Pierre
- Pernay
- Rouziers-de-Touraine
- Saint-Antoine-du-Rocher
- Saint-Roch
- Semblançay
- Sonzay